# Australian Airlines
 (juin 2022).
Si vous disposez d'ouvrages ou d'articles de référence ou si vous connaissez des sites web de qualité traitant du thème abordé ici, merci de compléter l'article en donnant les références utiles à sa vérifiabilité et en les liant à la section « Notes et références ».
Pour les articles homonymes, voir AUZ.
Australian Airlines (code AITA : AO ; code OACI : AUZ) est une compagnie aérienne australienne qui dessert notamment Cairns et l'Asie orientale.
Elle appartient entièrement au groupe Qantas.

## Histoire
Le 30 avril 1988, Australian Airlines a absorbé Air Queensland.